# Bataille du convoi de Cigno
Campagnes d'Afrique, du Moyen-Orient et de Méditerranée (1940-1945)
Batailles
1940
- Vado
- Siège de Malte
- Club Run
- Convoi Espero
- Mers el-Kébir
- Punta Stilo
- Cap Spada
- Hurry
- Cap Passero
- MB.8
- Tarente
- Détroit d'Otrante
- White
- Cap Teulada

1941
- Excess
- Convoi AN 14
- Grog
- Abstention
- Baie de La Sude
- Cap Matapan
- Îles Kerkennah
- Crète
- Galite
- Substance
- Halberd
- Convoi Duisburg
- Cap Bon
- Syrte (1941)
- Rade d'Alexandrie

1942
- Syrte (1942)
- Calendar
- Bowery
- Albumen
- Harpoon
- Vigorous
- Pedestal
- Agreement
- Torch
- Stoneage
- Sabordage de la flotte française à Toulon
- Portcullis
- Banc de Skerki
- Olterra (navire auxiliaire)
- Raid sur Alger

1943
- Zouara
- Convoi de Cigno
- Convoi de Campobasso
- Corkscrew
- Husky
- Gela
- Scylla
- Pietracorbara
- Dodécanèse
  - Rhodes
  - Leros
  - Kos
- Convoi KMF-25A

1944
- Ist
- Raid sur Santorin
- Raid sur Symi
- Port-Cros
- La Ciotat
- Île de Pag

1945
Mer Ligure
- Convois alliés
  - convois de Malte
- Campagne des U-boote
- Campagne adriatique

La bataille du convoi de Cigno était un engagement naval de la Campagne de la Méditerranée pendant la Seconde Guerre mondiale entre deux destroyers de la Royal Navy et deux torpilleurs italiens de la Regia Marina qui a eu lieu au sud-est de l'île de Marettimo, aux premières heures du 16 avril 1943, au large de la pointe ouest de la Sicile. Les unités italiennes escortaient le navire de transport Belluno, de 4 300 tonnes qui devait livrer du carburant aviation à la Tunisie. Le convoi devait être rejoint par deux autres torpilleurs Tifone et Climene.

## Bataille

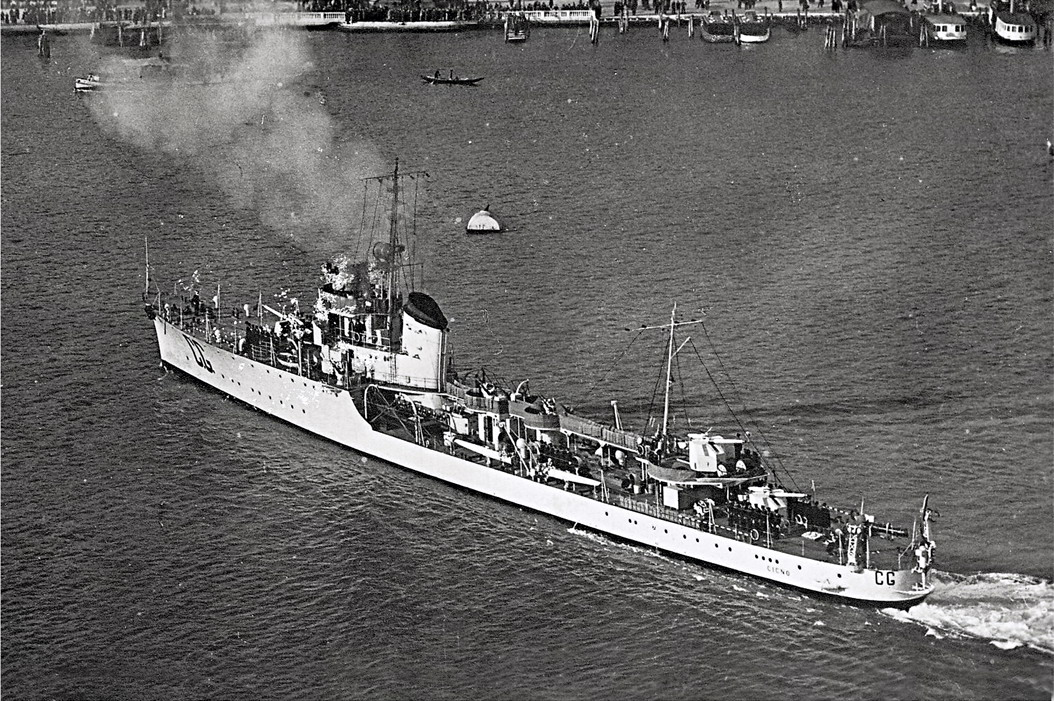
Torpilleur Cigno

Attaqué par les deux destroyers, l'escorte italienne contre-attaque. Malgré la perte du torpilleur Cigno  touché par le HMS Pakenham, Cassiopea réussit à repousser les unités britanniques en neutralisant le destroyer HMS Pakenham et endommageant le HMS Paladin. Lui-même fut endommagé et le Belluno a réussi à se rendre indemne à sa destination. Le Paladin tenta de remorquer le Pakenham, mais dut le saborder quelques heures après, après avoir récupéré l'équipage.